# Европейское экономическое сообщество
Европе́йское экономи́ческое соо́бщество (сокр. ЕЭС) — региональное интеграционное объединение двенадцати европейских государств, существовавшее с 1957 по 1993 год. Целью создания являлась дальнейшая экономическая интеграция, включая создание общего рынка.

## История
Основные стадии развития европейской интеграции: Зона свободной торговли (1958—1968); Таможенный союз (1968—1986); Общий рынок (1986—1992); Экономический и валютный союз (1992-настоящее время).
- 1957 год. Учреждение странами — членами Европейского объединения угля и стали Европейского экономического сообщества (ЕЭС)[2]. Согласно Римскому договору, целью ЕЭС были: создание таможенного союза (постепенная отмена таможенных пошлин и количественных ограничений во взаимной торговле), единая сельскохозяйственная политика, свободное движение капитала, рабочей силы и услуг между странами - членами ЕЭС. В ЕЭС вошли шесть государств: Франция, ФРГ, Италия, Бельгия, Нидерланды, Люксембург. В отношении стран, не вошедших в Сообщество, были установлены единые таможенные тарифы[3].
- 1958 год — начала работу первая комиссия сообщества[4].
- 1961 год — Греция стала первой страной, присоединившейся к ЕЭС в качестве ассоциированного члена, однако её членство было приостановлено в 1967 году после государственного переворота полковников[5].
- 1964 год — образован общий сельскохозяйственный рынок и введено единообразие цен.
- 1969 год. Принятие решения в Гааге о расширении сообщества и углублении интеграции (план Тиндеманса).
- 1972 год — разработано Европейское соглашение о совместном плавании курсов валют (European Joint Float Agreement), позволявшее валютам стран-участниц изменяться относительно друг друга в диапазоне 2,25 %[6].
- 1973 год. Присоединение к ЕЭС Великобритании, Дании, Ирландии.
- 1979 год. Введение Европейской валютной системы[7].
- 1981 год. Присоединение к ЕЭС Греции[8].
- 1986 год. Присоединение к ЕЭС Испании и Португалии[9].
- 1991 год. Соглашение между ЕЭС и Европейской ассоциацией свободной торговли о создании Европейского экономического пространства[3].
- 1993 год — после создания Европейского союза ЕЭС было переименовано в Европейское сообщество, став основным сообществом одной из трёх опор Евросоюза,[10] а институты сообщества стали институтами Союза.

## Государства-члены
| Флаг           | Государство       | Дата вступления | Языки                                  | Валюта                | Население (1990) |
| -------------- | ----------------- | --------------- | -------------------------------------- | --------------------- | ---------------- |
| Бельгия        | Бельгия           | 25 марта 1957   | нидерландский, французский и немецкий  | бельгийский франк     | 10 016 000       |
| Великобритания | Великобритания    | 1 января 1973   | английский                             | фунт стерлингов       | 57 681 000       |
| Греция         | Греция            | 1 января 1981   | греческий                              | греческая драхма      | 10 120 000       |
| Дания          | Дания             | 1 января 1973   | датский                                | датская крона         | 5 146 500        |
| Германия       | Западная Германия | 25 марта 1957   | немецкий                               | немецкая марка        | 63 254 000       |
| Ирландия       | Ирландия          | 1 января 1973   | ирландский и английский                | ирландский фунт       | 3 521 000        |
| Испания        | Испания           | 1 января 1986   | испанский                              | испанская песета      | 38 993 800       |
| Италия         | Италия            | 25 марта 1957   | итальянский                            | итальянская лира      | 56 762 700       |
| Люксембург     | Люксембург        | 25 марта 1957   | французский, немецкий и люксембургский | люксембургский франк  | 384 400          |
| Нидерланды     | Нидерланды        | 25 марта 1957   | нидерландский                          | нидерландский гульден | 14 892 300       |
| Португалия     | Португалия        | 1 января 1986   | португальский                          | португальский эскудо  | 9 862 500        |
| Франция        | Франция           | 25 марта 1957   | французский                            | французский франк     | 56 718 000       |